# Campofranco
Campofranco é uma comuna italiana da região da Sicília, província de Caltanissetta, com cerca de 3.631 habitantes. Estende-se por uma área de 35 km², tendo uma densidade populacional de 104 hab/km². Faz fronteira com Aragona (AG), Casteltermini (AG), Grotte (AG), Milena, Sutera.

## Demografia
| Variação demográfica do município entre 1861 e 2011                               |
|                                                                                   |
| Fonte: Istituto Nazionale di Statistica (ISTAT) - Elaboração gráfica da Wikipedia |